# Diana y sus compañeras
Diana y sus compañeras (también Diana y las ninfas, en neerlandés, Diana en haar nimfen) es una obra pictórica del año 1656 cuya autoría se atribuye en la actualidad al pintor de los Países Bajos Jan Vermeer. Es una obra cuya temática está basada en la historia mitológica de la diosa romana Diana, Artemisa para los griegos, según la narra Ovidio en su obra Las metamorfosis. Sus imperfecciones (en la representación de las figuras y posturas) condujeron a atribuir equivocadamente la obra al pintor Nicolaes Maes hasta 1876, año en que la obra fue adquirida por la Mauritshuis.

## Descripción
Artemisa/Diana, diosa griega/romana de la caza y prototipo de la castidad, descansa sobre una piedra mientras las ninfas a su alrededor cuidan de la diosa. La de negro tal vez sea Calisto, quien se palpa el vientre por su embarazo, lo que ocasionaría la ira de la diosa pues sus servidoras debían permanecer vírgenes. Esta es una representación muy puritana de Diana en comparación a las habituales, que mostraban a la diosa semidesnuda o con ropajes cortos. Con un gran componente religioso, Vermeer compara tipológicamente a Diana con Cristo.
La diosa tiene como atributo una media luna, equiparándose así a Selene, la titán de la Luna y a Artemisa, con quien se comparaba en la antigua mitología.